# Ogarrio
Ogarrio är en liten ort i kommunen Ruesga i den autonoma regionen Kantabrien i norra Spanien. År 2008 hade Ogarrio 211 invånare. 
Ogarrio befinner sig 141 meter över havet. Ortens kyrka heter San Miguel.